# Simulium colombaschense
Simulium colombaschense är en tvåvingeart som först beskrevs av Giovanni Antonio Scopoli 1780.  Simulium colombaschense ingår i släktet Simulium och familjen knott. Inga underarter finns listade i Catalogue of Life.